# Steven Holcomb
Steven Holcomb (Park City, 14 de abril de 1980–Lake Placid, 6 de mayo de 2017) fue un deportista estadounidense que compitió en bobsleigh en las modalidades doble y cuádruple. 
Participó en tres Juegos Olímpicos de Invierno, entre los años 2006 y 2014, obteniendo en total tres medallas, oro en Vancouver 2010, en la prueba cuádruple (junto con Justin Olsen, Steve Mesler y Curtis Tomasevicz), y dos platas en Sochi 2014, en las pruebas doble (con Steven Langton) y cuádruple (junto con Steven Langton, Curtis Tomasevicz y Christopher Fogt).
Ganó diez medallas en el Campeonato Mundial de Bobsleigh entre los años 2008 y 2013.

## Palmarés internacional
| Juegos Olímpicos   | Juegos Olímpicos             | Juegos Olímpicos  | Juegos Olímpicos |
| Año                | Lugar                        | Medalla           | Prueba           |
| ------------------ | ---------------------------- | ----------------- | ---------------- |
| 2010               | Vancouver (Canadá)           | Medalla de oro    | Cuádruple        |
| 2014               | Sochi (Rusia)                | Medalla de plata  | Doble            |
| 2014               | Sochi (Rusia)                | Medalla de plata  | Cuádruple        |
| Campeonato Mundial |                              |                   |                  |
| Año                | Lugar                        | Medalla           | Prueba           |
| 2008               | Altenberg (Alemania)         | Medalla de bronce | Equipo           |
| 2009               | Lake Placid (Estados Unidos) | Medalla de oro    | Cuádruple        |
| 2009               | Lake Placid (Estados Unidos) | Medalla de bronce | Doble            |
| 2009               | Lake Placid (Estados Unidos) | Medalla de bronce | Equipo           |
| 2011               | Königssee (Alemania)         | Medalla de bronce | Cuádruple        |
| 2012               | Lake Placid (Estados Unidos) | Medalla de oro    | Doble            |
| 2012               | Lake Placid (Estados Unidos) | Medalla de oro    | Cuádruple        |
| 2012               | Lake Placid (Estados Unidos) | Medalla de oro    | Equipo           |
| 2013               | Sankt Moritz (Suiza)         | Medalla de oro    | Equipo           |
| 2013               | Sankt Moritz (Suiza)         | Medalla de bronce | Cuádruple        |